# Liste des législatures du Nouveau-Brunswick

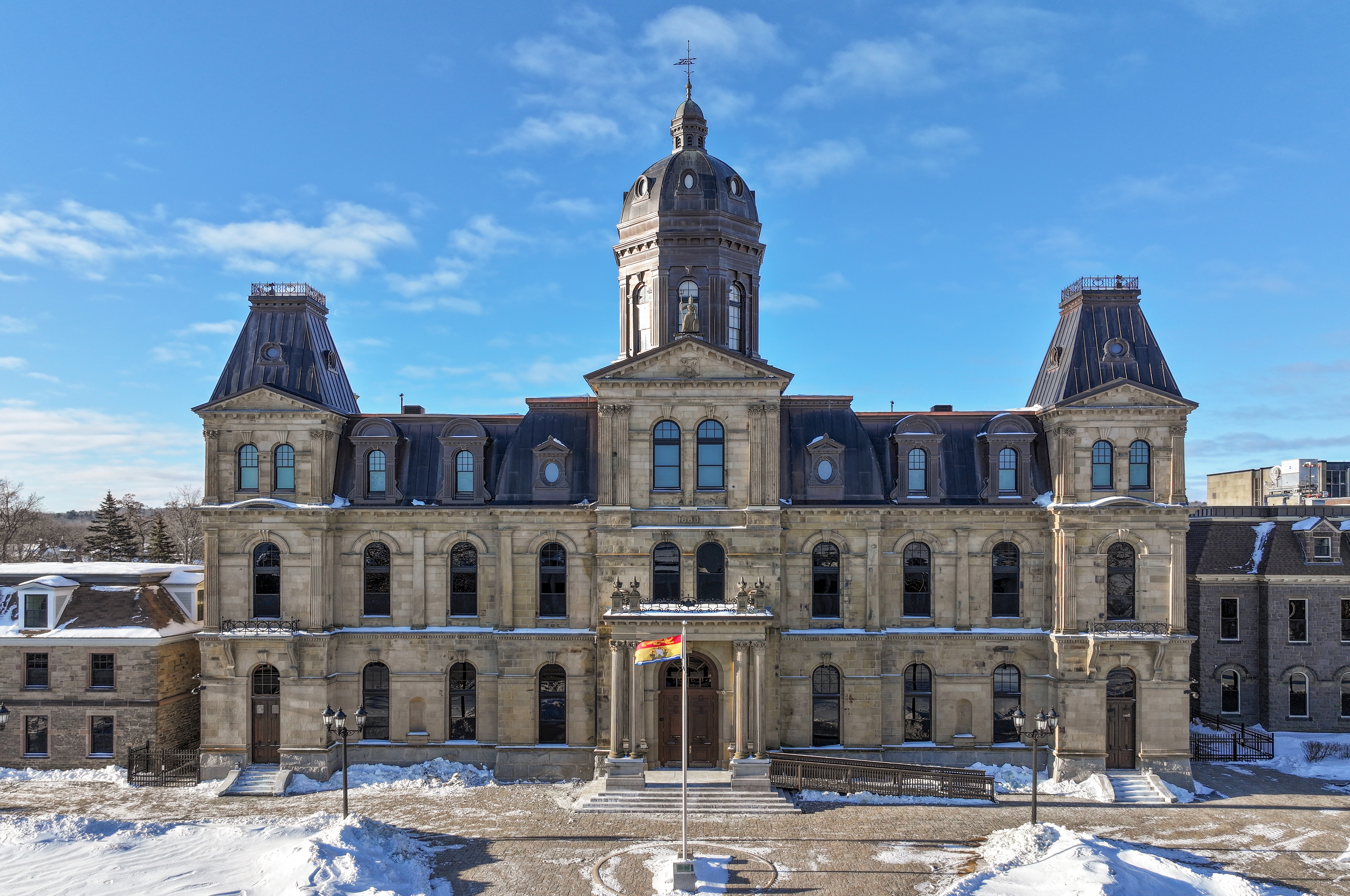
Assemblée législative du Nouveau-Brunswick, siège de l'Assemblée législative de la province

Cette liste regroupe toutes les législatures du Nouveau-Brunswick depuis la création de l'Assemblée législative du Nouveau-Brunswick.
| Assemblée                                 | Période         | Élection                      | Dissolution        |
| ----------------------------------------- | --------------- | ----------------------------- | ------------------ |
| 61e législature du Nouveau-Brunswick      | 2024 - en cours | 21 octobre 2024               |                    |
| 60e législature du Nouveau-Brunswick      | 2020 - 2024     | 14 septembre 2020             | 7 juin 2024        |
| 59e législature du Nouveau-Brunswick      | 2018 - 2020     | 24 septembre 2018             | 17 août 2020       |
| 58e législature du Nouveau-Brunswick      | 2014 - 2018     | 22 septembre 2014             | 23 août 2018       |
| 57e législature du Nouveau-Brunswick      | 2010 - 2014     | 27 septembre 2010             | 21 août 2014       |
| 56e législature du Nouveau-Brunswick      | 2006 - 2010     | 18 septembre 2006             | août 2010          |
| 55e législature du Nouveau-Brunswick      | 2003 - 2006     | 9 juin 2003                   | 18 août 2006       |
| 54e législature du Nouveau-Brunswick      | 1999 - 2003     | 7 juin 1999                   | 10 mai 2003        |
| 53e législature du Nouveau-Brunswick      | 1995 - 1999     | 11 septembre 1995             | 8 mai 1999         |
| 52e législature du Nouveau-Brunswick      | 1991 - 1995     | 23 septembre 1991             | 12 août 1995       |
| 51e législature du Nouveau-Brunswick      | 1987 - 1991     | 13 octobre 1987               | 22 août 1991       |
| 50e législature du Nouveau-Brunswick      | 1982 - 1987     | 12 octobre 1982               | 29 août 1987       |
| 49e législature du Nouveau-Brunswick      | 1978 - 1982     | 23 octobre 1978               | 1er septembre 1982 |
| 48e législature du Nouveau-Brunswick      | 1974 - 1978     | 18 novembre 1974              | 15 septembre 1978  |
| 47e législature du Nouveau-Brunswick      | 1970 - 1974     | 26 octobre 1970               | 11 octobre 1974    |
| 46e législature du Nouveau-Brunswick      | 1967 - 1970     | 23 octobre 1967               | 3 septembre 1970   |
| 45e législature du Nouveau-Brunswick      | 1963 - 1967     | 22 avril 1963                 | 8 septembre 1967   |
| 44e législature du Nouveau-Brunswick      | 1960 - 1963     | 1960                          | 12 mars 1963       |
| 43e législature du Nouveau-Brunswick      | 1956 - 1960     | 1956                          | 13 mai 1960        |
| 42e législature du Nouveau-Brunswick      | 1952 - 1956     | 1952                          | 17 avril 1956      |
| 41e législature du Nouveau-Brunswick      | 1948 - 1952     | 1948                          | 16 juillet 1952    |
| 40e législature du Nouveau-Brunswick      | 1944 - 1948     | 1944                          | 8 mai 1948         |
| 39e législature du Nouveau-Brunswick      | 1939 - 1944     | 1939                          | 10 juillet 1944    |
| 38e législature du Nouveau-Brunswick      | 1935 - 1939     | 1935                          | 24 octobre 1939    |
| 37e législature du Nouveau-Brunswick      | 1930 - 1935     | 18 juin 1930                  | 22 mai 1935        |
| 36e législature du Nouveau-Brunswick      | 1925 - 1930     | 10 août 1925                  | 26 mai 1930        |
| 35e législature du Nouveau-Brunswick      | 1920 - 1925     | 9 octobre 1920                | 17 juillet 1925    |
| 34e législature du Nouveau-Brunswick      | 1917 - 1920     | 24 février 1917               | 16 septembre 1920  |
| 33e législature du Nouveau-Brunswick      | 1912 - 1917     | 20 juin 1912                  | 20 janvier 1917    |
| 32e législature du Nouveau-Brunswick      | 1908 - 1912     | 3 mars 1908                   | 25 mai 1912        |
| 31e législature du Nouveau-Brunswick      | 1903 - 1908     | 3 mars 1903                   | 23 janvier 1908    |
| 30e législature du Nouveau-Brunswick      | 1899 - 1903     | 18 février 1899               | 5 février 1903     |
| 29e législature du Nouveau-Brunswick      | 1895 - 1899     | octobre 1895                  | 26 janvier 1899    |
| 28e législature du Nouveau-Brunswick      | 1892 - 1895     | octobre 1892                  | 28 septembre 1895  |
| 27e législature du Nouveau-Brunswick      | 1890 - 1892     | 20 janvier 1890               | 28 septembre 1892  |
| 26e législature du Nouveau-Brunswick      | 1886 - 1890     | 26 avril 1886                 | 30 décembre 1890   |
| 25e législature du Nouveau-Brunswick      | 1882 - 1886     | juin 1882                     | 2 avril 1886       |
| 24e législature du Nouveau-Brunswick      | 1878 - 1882     | juin 1878                     | 25 mai 1882        |
| 23e législature du Nouveau-Brunswick      | 1874 - 1878     | mai-juin 1874                 | 14 mai 1878        |
| 22e législature du Nouveau-Brunswick      | 1870 - 1874     | juin-juillet 1870             | 15 mai 1874        |
| 21e législature du Nouveau-Brunswick      | 1866 - 1870     | mai-juin 1866                 | 3 juin 1870        |
| 20e législature du Nouveau-Brunswick      | 1865 - 1866     | février-mars 1865             | 9 mai 1866         |
| 19e législature du Nouveau-Brunswick      | 1861 - 1865     | juin 1861                     | 8 février 1865     |
| 18e législature du Nouveau-Brunswick      | 1857 - 1861     | avril-mai 1857                | 14 mai 1861        |
| 17e législature du Nouveau-Brunswick      | 1856 - 1857     | juin-juillet 1856             | 1er avril 1857     |
| 16e législature du Nouveau-Brunswick      | 1854 - 1856     | juin 1854                     | 30 mai 1956        |
| 15e législature du Nouveau-Brunswick      | 1850 - 1854     | juin-juillet 1850             | 19 mai 1854        |
| 14e législature du Nouveau-Brunswick      | 1846 - 1850     | octobre 1846                  | 31 mai 1850        |
| 13e législature du Nouveau-Brunswick      | 1843 - 1846     | décembre 1842 au janvier 1843 | 16 septembre 1846  |
| 12e législature du Nouveau-Brunswick (en) | 1837 - 1842     | septembre-octobre 1837        | 1er décembre 1842  |
| 11e législature du Nouveau-Brunswick      | 1835 - 1837     | décembre 1834 au janvier 1835 | 18 août 1837       |
| 10e législature du Nouveau-Brunswick      | 1830 - 1834     | octobre 1830                  |                    |
| 9e législature du Nouveau-Brunswick       | 1827 - 1830     | juin 1827                     |                    |
| 8e législature du Nouveau-Brunswick       | 1820 - 1827     | juin 1820                     |                    |
| 7e législature du Nouveau-Brunswick       | 1819 - 1820     | octobre 1819                  |                    |
| 6e législature du Nouveau-Brunswick       | 1816 - 1819     | août-septembre 1816           |                    |
| 5e législature du Nouveau-Brunswick       | 1809 - 1816     | septembre-octobre 1809        | juillet 1816       |
| 4e législature du Nouveau-Brunswick       | 1802 - 1809     | octobre-novembre 1802         |                    |
| 3e législature du Nouveau-Brunswick       | 1795 - 1802     | août-septembre 1795           | mai 1802           |
| 2e législature du Nouveau-Brunswick       | 1793 - 1795     | décembre 1792 au janvier 1793 | 1795               |
| 1re législature du Nouveau-Brunswick      | 1786 - 1792     | novembre 1785                 | décembre 1792      |